# Odontobunus africanus
Odontobunus africanus is een hooiwagen uit de familie echte hooiwagens (Phalangiidae).